# 王兆振
王兆振（1914年10月20日—2012年9月17日），電子物理學家，1936年畢業於國立交通大學 (上海) 電機系，隨後留學美國，1938年獲得哈佛大學電子物理碩士學位，1940年獲得科學博士學位。1940年至1945年擔任RCA及西屋電子公司微波電子研究工程師，隨後歷任史拜禮公司電子首席研究員、電子光學研究部主任、布魯克林理工學院（纽约大学坦登工程学院的前身）兼任教授，1957年至1973年擔任康乃爾大學講座教授，1973年至1978年擔任工業技術研究院首任董事長及院長。晚年居於美國馬里蘭州查維蔡斯。 
他的專長為應用物理學、工程科學、物理，曾經於1957年獲選為IEEE Fellow，1960年至1961年獲選為康乃爾大學Victor Emmanuel 卓越教授，1961年獲選為AAAS Fellow，同年獲得「長島七學院聯合會成就獎」，1962年獲得美洲中國工程師學會大紐約區分會成就獎，1968年獲選為中央研究院院士。